# Bulbophyllum maquilingense
Bulbophyllum maquilingense é uma espécie de orquídea (família Orchidaceae) pertencente ao gênero Bulbophyllum. Foi descrita por Oakes Ames e Eduardo Quisumbing y Argüelles em 1932.